# Станови (Брчко)
Станови су насељено мјесто у саставу дистрикта Брчко, БиХ.

## Становништво
| Националност       | 1991.        |
| Срби               | 345 (97,73%) |
| Хрвати             | 2 (0,57%)    |
| Муслимани          | 0            |
| Југословени        | 0            |
| остали и непознато | 6 (1,70%)    |
| Укупно             | 353          |